# 아키야마 요시후루
아키야마 요시후루(일본어: 秋山 好古, 1859년 2월 9일 ~ 1930년 11월 4일)는 일본제국육군의 군인으로, 계급은 일본 제국 육군 대장, 지위 등급은 ‘종이위’(從二位), 훈장 등급은 훈일등(勳一等), 공적의 등급은 ‘공이급’(功二級)이다.
청일전쟁, 러일전쟁 등에 참전하였고, 1916년~1917년에 일본군 조선주차군 사령관을 지냈다.
일본 제국 육군 기병 학교를 참관에 온 프랑스 군인에게 “아키야마 요시후루 생애의 의미는 만주의 광야에서 세계 최강의 기병대를 격파한 단지 일점에 다하고 있다.”라고 칭찬받은 대로 일본 기병의 아버지로 일러졌다.
동생은 쓰시마 해전에 선임 참모로서 참전하여, 스스로 고안한 ‘정자전법’(丁字戦法)을 이용하여 러시아 발틱 함대를 쳐서 없앤 아키야마 사네유키이다.

## 생애
이요 마쓰야마 번의 마쓰야마 성하에서 가난한 하급무사 아키야마 히사타케(秋山久敬)의 3남으로 태어났다. 매우 검소하게 생활하고 사치품을 싫어하였다. 예컨대 식사할 때 반찬은 단무지 절임 한 가지만 먹었다. 욕심이 없는 인물로 알려져 있다. 개선했을 때 급료나 품계 대부분을 부하에게 주었으므로, 목록과 명세서만 가방에 들어 있었다.
육군대학교에서 학생들에게 기병의 특징을 설명할 때 맨주먹으로 유리창을 박살. 피투성이가 된 주먹을 보여 주면서 "기병은 이것이다."라고 밝혔다.
1924년 고향인 에히메 현으로 돌아가 중학교 교장을 하다가 1930년 당뇨로 인한 심근 경색으로 사망했다. 동양경제일보에 따르면, 중학교 교장 시절에 "학생은 군인이 아니다."라고 하면서 학교에서 군사 교련을 최대한 줄이고 학생들의 견문을 넓히고자 수학여행지로서 당시 일본 제국의 통치하에 있는 조선을 선택하였다. 또한 전쟁 관련 일화를 들려달라는 학생과 학부모들의 요청을 일채 거절하였다.

관동 대지진 당시 "조선인이 폭동을 일으켰다", "조선인이 우물에 독을 풀었다" 등 조선인에 대한 소문이 퍼지자 학생과 마을 사람들을 모아놓고 "조선인들은 그럴 사람들이 아니다. 그것은 유언비어이며, 여러분들은 흔들리지 않길 바란다"라며 사람들을 설득하였다.

## 아키야마를 연기한 작품
- 아베 히로시 - NHK 드라마 《언덕 위의 구름》
- 진격의 거인 - 주둔병단 "픽시스" (아키야마의 외모를 모티브하였다.)